# Brullioles
Brullioles – miejscowość i gmina we Francji, w regionie Owernia-Rodan-Alpy, w departamencie Rodan.
Według danych na rok 1990 gminę zamieszkiwało 559 osób, a gęstość zaludnienia wynosiła 46 osób/km² (wśród 2880 gmin regionu Rodan-Alpy Brullioles plasuje się na 1093. miejscu pod względem liczby ludności, natomiast pod względem powierzchni na miejscu 969.).